# 児玉真菜
児玉 真菜（こだま まな、1987年3月11日 - ）は、日本の女優。Switch☆58所属。宮城県出身。身長155cm。血液型はA型。

## 出演

### テレビドラマ
- 音の犯罪捜査官・響奈津子2（1997年3月14日、CX） ‐ 中島由美子
- ふぞろいの林檎たちIV（1997年4月11日 - 7月4日、TBS） - 仲手川紀子 役
- 花王愛の劇場 熱中家族（1998年、TBS） - 神林麻里 役
- せつない TOKYO HEART BREAK (1998年4月8日 - 9月23日、ANB)
- 燃えろ!!ロボコン (1999年1月31日 - 2000年1月23日、ANB)
- すずらん（1999年、NHK連続テレビ小説） - 斉藤範子 役
- ズッコケ三人組 (1999年4月10日 - 6月26日)
- 氷の世界 (1999年10月11日 - 12月20日、CX)
- 手塚治虫劇場I ふしぎなメルモ（2000年4月13日、テレビ朝日） - こどもメルモ 役
- 陰の季節(1) (2000年5月1日、TBS)
- 北条時宗（2001年、NHK大河ドラマ） - 祝子（少女時代） 役
- ここだけの話第8話-c「不機嫌なめざめ」（2001年3月3日、テレビ朝日） - 主人公・麻由 役
- 天国までの百マイル (2001年4月26日、TX)
- 金曜時代劇 茂七の事件簿 ふしぎ草紙 第5話（2001年、NHK） - おみよ 役
- 愛の劇場 新・天までとどけ5 第31-40話（2004年、TBS） - 竹田しず 役

### バラエティ
- いつみても波瀾万丈（吉田日出子編、冨士真奈美編、大空真弓編） - （いずれも）本人の幼少期 役[1]
- せつないありがとう - 早智子 役

### 映画
- 十五才 学校IV（2000年、松竹） - 川島舞 役
- 日本の黒い夏─冤罪（2001年、日活） - 神部俊夫の次女 役
- リリィ・シュシュのすべて（2001年） - 笹野涼香 役
- 花とアリス（2004年、東宝系） - 双子の少女 役

### 写真集
- 末永遥、児玉真菜、倉本薫写真集 「キラリ11歳！」（辰巳出版）

### CM
- 森永製菓 森永ココア・QTTO（2000年）
- トミー コミックスララ（2001年）
- グリコ リンクルパティーナ
- マクドナルド・ハッピーセット
- コクヨ ロングランデスク
- ロート製薬 パンシロントラベルNOW

### 広告ポスター
- 富士サファリパーク